# Villasavary
Villasavary – miejscowość i gmina we Francji, w regionie Oksytania, w departamencie Aude.
Według danych na rok 1990 gminę zamieszkiwało 758 osób, a gęstość zaludnienia wynosiła 23 osoby/km² (wśród 1545 gmin Langwedocji-Roussillon Villasavary plasuje się na 413. miejscu pod względem liczby ludności, natomiast pod względem powierzchni na miejscu 151.).

## Zabytki
Zabytki w miejscowości posiadające status monument historique:
- kaplica Saint-Martin-de-la-Salle (chapelle Saint-Martin-de-la-Salle)